# Francis Gonzalez
Francis Gonzalez (* 6. Februar 1952 in Bordeaux) ist ein ehemaliger französischer Mittel- und Langstreckenläufer.

## Leben
1972 gewann er über 800 Meter Bronze bei den Halleneuropameisterschaften in Grenoble und schied bei den Olympischen Spielen in München im Vorlauf aus. Im Jahr darauf siegte er über dieselbe Distanz bei den Halleneuropameisterschaften in Rotterdam.
1976 wurde er bei den Halleneuropameisterschaften in München Sechster über 800 Meter und erreichte bei den Olympischen Spielen in Montreal das Halbfinale über 1500 Meter.
Jeweils Siebter über 1500 Meter wurde er bei den Halleneuropameisterschaften 1977 in San Sebastián und 1978 in Mailand. Bei den Europameisterschaften 1978 in Prag kam er über dieselbe Distanz auf den zehnten Platz.
Über 3000 Meter wurde er bei den Halleneuropameisterschaften 1979 in Wien Siebter und 1981 in Grenoble Vierter.
Bei den Europameisterschaften 1982 in Athen scheiterte er über 5000 Meter im Vorlauf. Mit einem sechsten Platz über 3000 Meter bei den Hallenweltspielen 1985 in Paris beendete er seine internationale Karriere.
Bei den Crosslauf-Weltmeisterschaften belegte er 1979 in Limerick Platz 54 und 1982 in Rom Platz 92.
Viermal wurde er französischer Meister über 1500 Meter (1975–1978) und einmal über 5000 Meter (1984). In der Halle holte er je dreimal den nationalen Titel über 800 Meter (1972, 1973, 1976) und 1500 Meter (1975, 1977, 1978).
Francis Gonzalez startete für die ASPTT Bordeaux.

## Persönliche Bestzeiten
- 800 m: 1:47,1 min, 25. Juni 1972, Colombes
- 1000 m: 2:18,0 min, 20. August 1978, Nizza
  - Halle: 1:49,2 min, 12. März 1972, Grenoble
- 1500 m: 3:36,2 min, 6. Juli 1979, Paris
  - Halle: 3:39,3 min, 5. März 1978, Dortmund
- 1 Meile: 3:53,02 min, 14. Juli 1981, Lausanne
- 2000 m: 4:58,1 min, 22. Juni 1979, Rennes
- 3000 m: 7:41,00 min, 18. Juli 1979, Lausanne
  - Halle: 7:51,9 min, 25. Februar 1979, Wien
- 5000 m: 13:20,24 min, 18. Juni 1979, Stockholm
- 10.000 m: 28:26,04 min, 4. September 1984, Paris